# Ek Rishtaa
 (avril 2011).
Si vous disposez d'ouvrages ou d'articles de référence ou si vous connaissez des sites web de qualité traitant du thème abordé ici, merci de compléter l'article en donnant les références utiles à sa vérifiabilité et en les liant à la section « Notes et références ».

Ek Rishtaa (en anglais, The Bond of Love) est un film indien réalisé par Suneel Darshan, sorti le 18 mai 2001. Il met en vedette Amitabh Bachchan, Rakhee Gulzar, Akshay Kumar, Karisma Kapoor, Juhi Chawla et Mohnish Bahl. Première collaboration d'Amitabh Bachchan et d'Akshay Kumar, le film relate la crise que traverse une famille aisée lorsqu'éclate un conflit entre le père et son fils.

## Distribution
- Amitabh Bachchan : Vijay Kapoor
- Akshay Kumar : Ajay Kapoor
- Karisma Kapoor : Nisha Kapoor
- Mohnish Bahl
- Juhi Chawla

## Box office
Le film engrange 570 160 000 de roupies, il est considéré comme un succès moyen compte tenu de sa distribution de stars.